# Robert William Hanbury

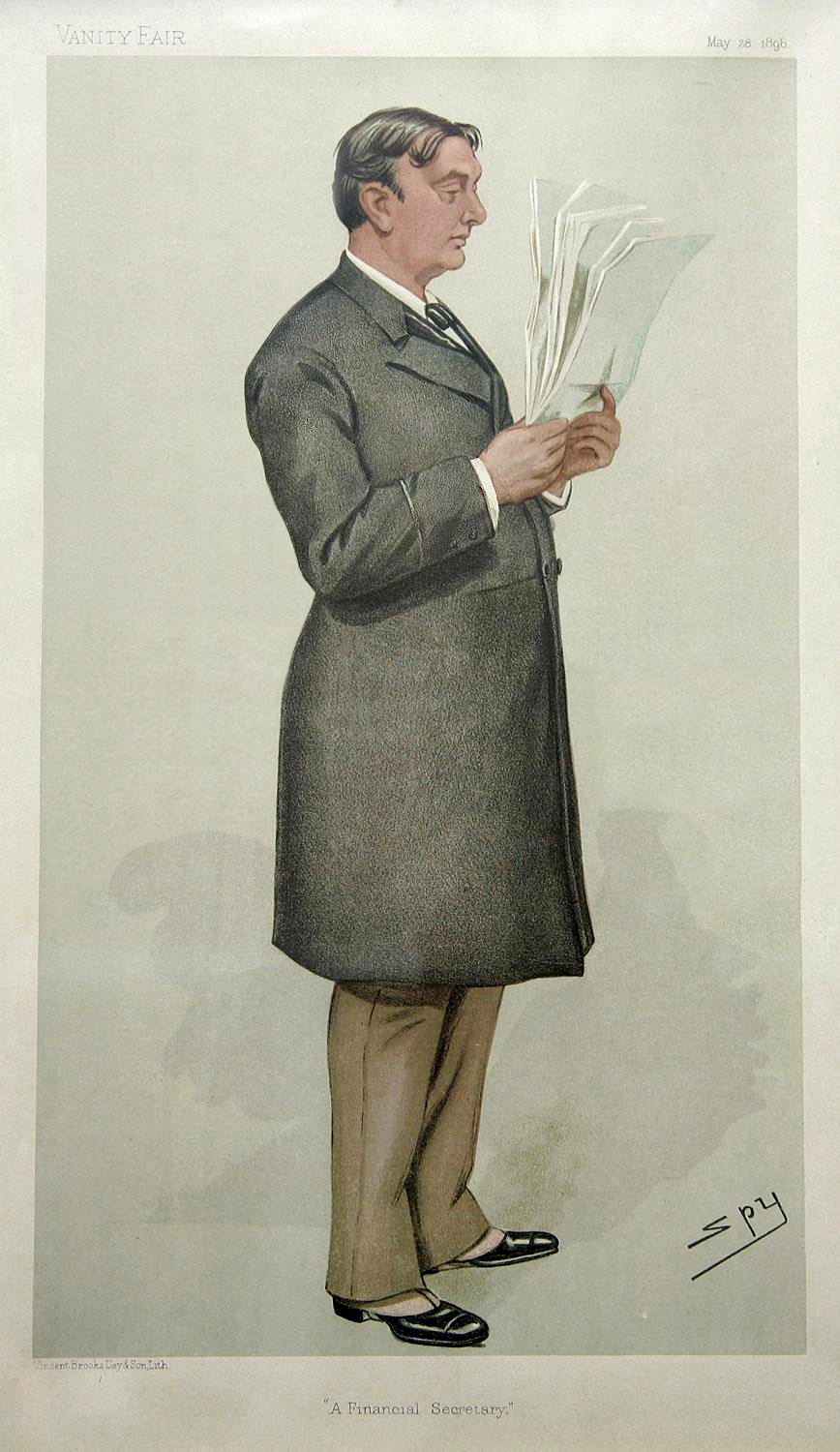
„A Financial Secretary“: Robert William Hanbury
(Karikatur von Leslie Ward (Spy) im Vanity Fair, 28. Mai 1896)

Robert William Hanbury, PC, DL (* 24. Februar 1845; † 28. April 1903) war ein britischer Politiker der Conservative Party, der zwischen 1872 und 1880 sowie erneut von 1885 bis 1903 Mitglied des House of Commons war und zwischen 1900 und 1903 das Amt des Landwirtschaftsministers bekleidete.

## Leben
Hanbury wurde als Kandidat der Conservative Party am 16. April 1872 erstmals zum Mitglied des Unterhauses (House of Commons) gewählt und vertrat in diesem zunächst bis zum 23. April 1878 den Wahlkreis Tamworth sowie anschließend zwischen dem 24. April 1878 und dem 31. März 1880 den Wahlkreis Staffordshire Northern. Zum 1. August 1872 wurde er zu dem Deputy Lieutenant (DL) der Grafschaft Staffordshire. Am 24. November 1885 wurde er schließlich für die konservativen Tories im Wahlkreis Preston wieder zum Mitglied des Unterhauses gewählt, dem er nunmehr bis zu seinem Tode am 28. April 1903 angehörte.
Am 29. Juni 1895 übernahm Hanbury sein erstes Regierungsamt und fungierte bis zum 16. November 1900 als Finanzsekretär des Schatzamtes (Financial Secretary to the Treasury). Am 2. Juli 1895 wurde er Mitglied des Privy Council (PC). Im Rahmen einer Kabinettsumbildung übernahm er daraufhin am 16. November 1900 als Nachfolger von Walter Long das Amt des Landwirtschaftsministers (President of the Board of Agriculture) im Kabinett Salisbury III und übte dieses Ministeramt vom 12. Juli 1902 bis zu seinem Tode am 28. April 1903 auch im darauf folgenden Kabinett Balfour aus.